# Blanca Soto

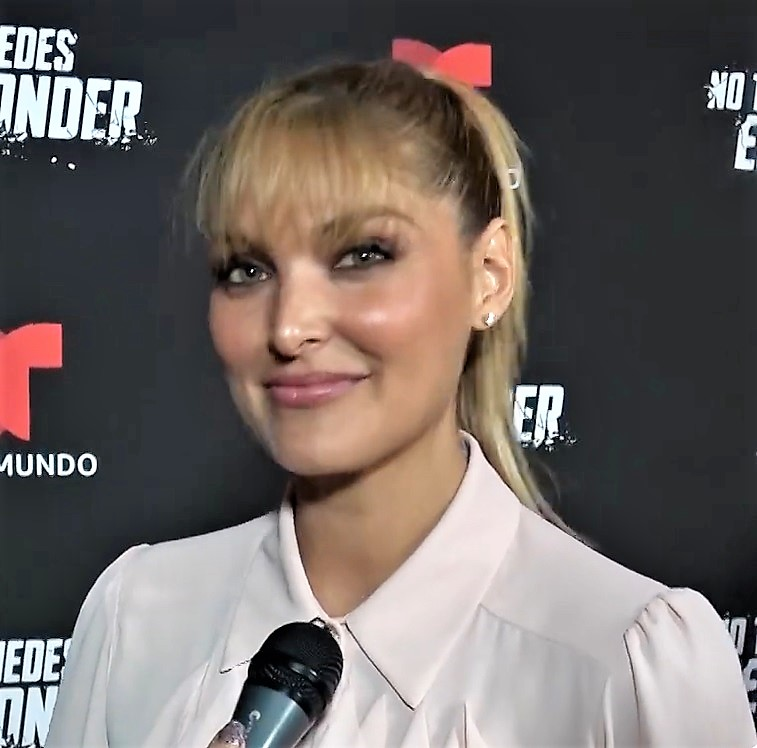
Blanca Soto, 2019

Blanca Delfina Soto Benavides (* 5. Januar 1979 in Monterrey, Nuevo León, Mexiko) ist eine mexikanische Schauspielerin und Model.

## Leben
Blanca Soto wurde 1979 in Monterry, Nuevo Leon geboren. Vor ihrer Schauspielkarriere nahm sie an Schönheitswettbewerben zur Miss Mexiko und Miss World teil. Im Jahr 2007 spielte sie in dem Kurzfilm La vida blanca mit und spielte dabei neben ihrem Mann Jack Hartnett, den sie im gleichen Jahr heiratet. Für ihre Rolle wurde sie auf dem New York International Independent Film & Video Festival als Beste Hauptdarstellerin in einem Kurzfilm ausgezeichnet. In der Filmkomödie Im tiefen Tal der Superbabes (2009) erhielt sie die Rolle der Suzi Diablo und stand dabei neben Denise Richards, Chris Pratt, Brendan Hines und Scott Caan vor der Kamera. Ihre Rolle als Catherine in Dinner für Spinner, mit Steve Carell und Paul Rudd in den Hauptrollen, fand im Abspann keine Erwähnung. Im Jahr 2012 verkörperte sie in 15 Folgen die Hauptrolle Camila Nájera in der US-amerikanischen Fernsehserie El Talismán, die in Spanisch gesprochen, aber in Florida produziert wird. In der mexikanischen Seifenoper Porque el amor manda war sie 2012 und 2013 als Darstellerin der Alma Montemayor zu sehen.
Neben der Tätigkeit als Schauspielerin wurde sie von Firmen bzw. Marken wie Avon Products, Budweiser, Gap Inc., Yellowbook und Zara engagiert. Des Weiteren war sie in Musikvideos von Shalim Ortiz und Billy Currington zu sehen.

## Filmografie (Auswahl)
- 2007: La vida blanca (Kurzfilm)
- 2007: Tampa Jai Alai (Kurzfilm)
- 2008: Divina confusión
- 2009: Im tiefen Tal der Superbabes (Deep in the Valley)
- 2010: Regresa
- 2010: Eva Luna (Fernsehserie, 108 Folgen)
- 2010: Dinner für Spinner (Dinner for Schmucks)
- 2012: El Talismán (Fernsehserie, 15 Folgen)
- 2012–2013: Love rules (Porque el amor manda, Fernsehserie, 145 Folgen)
- 2014–2018: Lady of Steel (Señora Acero, Fernsehserie, 169 Folgen)
- 2019: Verstecken ist vergebens (No te puedes esconder, Fernsehserie, 10 Folgen)